# Okres Zell am See
Politický okres Zell am See (jenž je územně identicky s regionem Pinzgau), je jeden z pěti okresů rakouské spolkové země Salcburska. Název Pinzgau je odvozený podle dříve, ještě neregulovaného toku Salzachu, od slova sítiny (německy Binsen). Na západě okres sousedí s rakouskou spolkovou zemí Tyrolskem, na severu s německou spolkovou zemí Svobodný státem Bavorsko a na jihu od západu na východ jsou Jižní Tyroly (Itálie), východní Tyroly a Korutany.

## Dějiny
V dokumentech z roku 923 jsou uvedena hrabství horní, střední a dolní Pinzgau. Z počátku byla Pinzgau součástí Bavorska, od roku 1329 do roku 1803 patřilo pod arcibiskupství salcburské. Po roce 1810 po krátkou dobu byla oblast pod správou bavorskou, od roku 1816 spolu se Salcburkem pod Horními Rakousy. V roce 1848 vznikla zvláštní „Korunní země Salcbursko", následovalo zemské uspořádání s novou správou a zavedeno „obecní zřízení“. Okresní hejtmanství v letech 1850 až 1854 bylo umístěno v Saalfelden am Steinernen Meer a potom bylo opět přemístěno do Zell am See.

## Geografie a doprava
Krajina Pinzgau zahrnuje spádový obvod horního Salzachu (od Gerlospass až po údolí Gasteiner Ache) a horní Saalach (od Saalbach-Hinterglemmu až po německou hranici u Steinpassu). Povodí Saalachu protéká až po opuštění Glemmtalu to ve směru severo-jižním, k hornímu Salzachtalu do široké pánve u okresního hlavního města Zell am See na jihu a města Saalfelden ležícího na severu. U Maishofenu, mezi oběma obcemi je rozvodí mezi Saalachem (757 metrů nad mořem) a jen tři a půl kilometrů vzdáleného na jih Salzachu, odvodňujícího Zellské jezero (750 m), je menší výškový rozdíl než 10 metrů.
Protože Pinzgau, severně od německého Lofer v alpském hlavním hřebenu Hohe Tauern v oblasti Venedigergruppe a Granatspitzgruppe sousedící s Itálii, všechny cesty vedou z nebo do oblasti rakouských Tyrol.
V letech 1873 až 1875 byla v této oblasti otevřena Salcbursko-tyrolská dráha. Obchodní styk mezi Německem a Itálii ovlivnil v této obtížně dostupné oblasti přes Vysoké Taury vybudování Grossglocknerské vysokohorské silnice v roce 1935. Další důležité severojižní spojení bylo vyřešeno v roce 1967 zahájenou stavbou „Felbertauerntunnelu“.

## Správní členění
Okres Zell am See se dělí na 28 obcí, z toho jsou 3 města a 4 městyse. (V závorkách je uveden počet obyvatel k 1. lednu 2010)
| Města: - Saalfelden am Steinernen Meer (15 912) - Zell am See (9616) - Mittersill (5403) Městyse: - Lofer (1918) - Neukirchen am Großvenediger (2578) - Rauris (3056) - Taxenbach (2789) Obce: - Bramberg am Wildkogel (3938) - Bruck an der Großglocknerstraße (4422) - Dienten am Hochkönig (765) - Fusch an der Großglocknerstraße (680) - Hollersbach im Pinzgau (1127) | - Kaprun (2971) - Krimml (851) - Lend (1454) - Leogang (3128) - Maishofen (3218) - Maria Alm am Steinernen Meer (2002) - Niedernsill (2487) - Piesendorf (3722) - Saalbach-Hinterglemm (2899) - St. Martin bei Lofer (1092) - Stuhlfelden (1590) - Unken (1926) - Uttendorf (2815) - Viehhofen (603) - Wald im Pinzgau (1163) - Weißbach bei Lofer (406) |

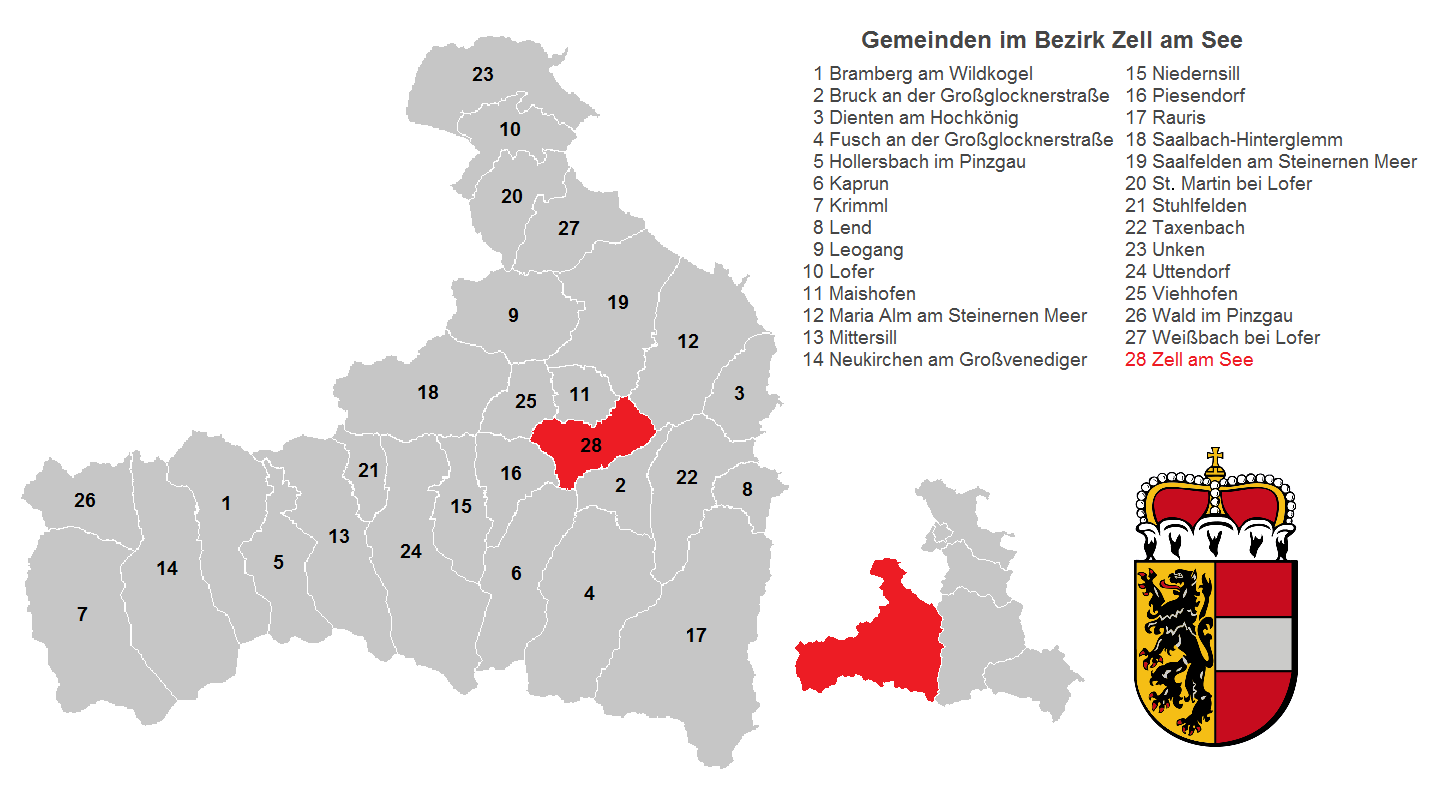
Obce v okrese Zell am See

## Kultura
Pinzgau jako část „Innergebirge“, měl samostatnou lidovou kulturu, dialekt zvaný Pinzgauerisch, odvozený a smíšený s bavorskými a salcburskými prvky, podobným nářečím s tyrolskými vlivy.
"Léčba pingauerská", soubor znalostí léčivými prostředky a praktická aplikace v Pinzgau (zaznamenáno 106 léků). Roku 2010 je zapsáno jako nehmotné světové dědictví v seznamu UNESCO a v seznamu památek Rakouska,stejně jako "důlní vozík na kámen" a bojové rituály a jeden nejstarší druh sportu v alpské oblasti.